# Tetramorium luteipes
Tetramorium luteipes är en myrart som beskrevs av Santschi 1910. Tetramorium luteipes ingår i släktet Tetramorium och familjen myror. Inga underarter finns listade i Catalogue of Life.